# Бій з тінню 2: Реванш
«Бій з тінню 2: Реванш» (рос. «Бой с тенью 2: Реванш») — російський художній фільм 2007 року.

## Сюжет
Дія другого фільму відбувається в США. Вже знайомий нам Артем Колчин готується до матчу-реваншу з непереможним досі Палмером. Боксери давно домовилися про проведення реваншу, але такий матч вимагає дуже серйозної підготовки. Той, хто виявиться сильнішим, отримає титул чемпіона.
До зустрічі з Палмером він проводить тренувальний бій — з мексиканським боксером. Артем завдає суперникові смертельні удари, від яких той гине в лікарні.
Незабаром Колчину стає відомо, кого він убив на ринзі. Виявляється, це був прийомний син мексиканського наркобарона. Невтішний батько готовий помститися росіянину, і вибирає для цього жорстокий, але цілком виправданий, як йому здається, спосіб — вбивство Віки. І як не дивно, на допомогу йому приходить його давній ворог…
Колчин готовий захищати свою жінку, але що зможе він один проти наркомафії? У будь-якому випадку, Артем буде боротися до кінця — як він завжди робив на ринзі.

## У ролях
- Денис Нікіфоров — Артем Колчин
- Олена Панова — Віка
- Андрій Панін — Валієв
- Павло Дерев'янко — Тимоха
- Іван Макаревич — Костя
- Гас Редвуд — Ларрі Палмер
- Дмитро Шевченко — Нечаєв
- Максим Литовченко — Шликов
- Михайло Горевий — Майкл (продюсер Артема в Америці)
- Катерина Малікова — Джулія (заступник Майкла)
- Олексій Рижков — озвучування всіх чоловічих ролей
- Ольга Прошкіна — озвучування всіх жіночих ролей

## Касові збори
Під час показу в Україні, що розпочався 18 жовтня 2007 року, протягом перших вихідних фільм демонстрували на 63 екранах, що дозволило йому зібрати $448,716 і посісти 1 місце в кінопрокаті того тижня. Фільм продовжував очолювати український кінопрокат і наступного тижня, адже знову демонструвався на 63 екранах і зібрав за ті вихідні ще $194,711. Загалом фільм в кінопрокаті України зібрав $966,357, посівши 17 місце серед найбільш касових фільмів 2007 року.